# Запруддя (Крупський район)
Запруддя (біл. вёска Запрудзьдзе) — село в складі Крупського району Мінської області, Білорусь. Село підпорядковане Хотюхівській сільській раді, розташоване в східній частині області.